# Інженер-адмірал
Інженер-адмірал  (після 1971 року адмірал-інженер) — найвище військове звання вищого начальницького інженерно-корабельного складу в Військово-морських сил та Прикордонних військ з 1940 до 1971.
Еквівалентом звання серед командного складу було: у сухопутних силах звання генерал-полковник та адмірал в ВМС. Серед військово-технічного складу РСЧА відповідним званням у 1940-1942/43 роках було корінженер.
Інженер-адмірал був вище за рангом ніж інженер-віцеадмірал.

## Історія використання

### Введення звання (1940)
Указами Президії Верховної Ради СРСР від 7 травня 1940 «Про встановлення військових звань вищого командного складу Червоної Армії» (рос. «Об установлении воинских званий высшего командного состава Красной Армии») та «Про встановлення військових звань вищого командного складу Військово-Морського Флоту» (рос. «Об установлении воинских званий высшего командного состава Военно-Морского Флота») вводилися генеральські та адміральські звання для вищого командного складу. Крім того цими указами встановлювалися нові звання для інженерів корабельної служби, які дорівнювалися до звань командного складу (в сухопутних силах технічно-інженерний склад залишив свої звання до 1942/43 років). Еквівалентом звання «корінженер» серед корабельного інженерного складу стає звання «інженер-адмірал». В інших підрозділах ВМФ залишилося звання інженер-флагман І рангу, але невдовзі було скасовано і його.

### 1942-1943
У 1942/43 роках відбувається уніфікація військових звань різних складів та служб РСЧА та РСЧФ. З 1942 року звання «корінженер» поступово скасовується, носіям надавалися генеральські звання.
Еквівалентом звання інженер-адмірал в сухопутних силах та в не корабельному складі ВМС стає звання інженер-генерал-полковник.

### Скасування звання (1971)
Згідно указу Президії Верховної Ради СРСР від 18 листопада 1971 року відбувається уніфікація військових звань. Серед іншого, змінам піддалися адміральські звання інженерно-корабельного складу, інженер-адмірали, стають адміралами-інженерами.

## Знаки розрізнення
Знаки розрізнення збігалися з адміральськими. 
На рукавах було по чотири стрічки (одна широка, та три середні), а на погонах з 1942 року було по три адміральські зірочці. Самі погони несли на собі технічну емблему.

## Див також
Адмірал